# Anthobiodes turcicus
Anthobiodes turcicus is een keversoort uit de familie bladkevers (Chrysomelidae). De wetenschappelijke naam van de soort werd in 1975 gepubliceerd door Medvede.